# Apsjeronhalvøen
Apsjeronhalvøen (aserbajdsjansk Abşeron yarımadası) er en region i Aserbajdsjan. Baku, den største og mest folkerige by i landet, og storbyområdet omkring byen med forstæderne Sumqayit og Khirdalan ligger på halvøen.
Der er tre distrikter på halvøen. To af disse er urbane (Baku og Sumqayit), og en (Apsjeron rajon), er et forstadsdistrikt i Apsjeronområdet.
Halvøen strækker sig 60 km østover og ud i Kaspiske Hav og er 30 km på det bredeste sted. Selv om den teknisk set er den østligste forlængelse af Kaukasus, er landskabet kun svagt kuperet, og består hovedsagelig af en svagt kuperet slette som ender i en lang sandtange kaldet Shah Dili, og som i dag er en del af Apsjeron Nationalpark. På denne del af halvøen findes der mange kløfter og flere saltsøer.

## Økonomi
Den første petroleumsproduktion i verden fandt sted på Apsjeronhalvøen fra 1870'erne. Meget af landskabet er præget af rustne boretårne. Trods de seriøse miljø- og forureningsproblemer, så er Apsjeron kendt for blomster, havebrug, morbær og figner. På nordsiden af halvøen findes der lange sandstrande som er populære lokale turistattraktioner.